# Boy's Big Band
Boy's Big Band was de eerste professionele bigband van Nederland die uitsluitend jazz speelde. De band, onder leiding van Boy Edgar, werd opgericht in 1960 en gaf zijn laatste concert in 1971.
Bekende, eerder opgerichte Nederlandse orkesten als The Ramblers en The Skymasters speelden weliswaar jazz, maar namen daarnaast ook andere genres van populaire muziek op in hun repertoire.  Voor een optreden in het Amsterdamse Concertgebouw stelde trompettist Ado Broodboom een zestienkoppige bigband samen met leden van The Diamond Five en andere muzikanten. Het was de bedoeling dat ze slechts eenmalig in deze samenstelling zouden optreden, maar vanwege het grote succes besloot de VARA het orkest te engageren voor een reeks radio-uitzendingen. 
De oorspronkelijke bezetting in 1960 bestond uit de volgende muzikanten: Boy Edgar (leider en arrangementen), Cees Slinger (piano), Jacques Schols (contrabas), John Engels (drums), Tinus Bruijn (altsaxofoon), Theo Loevendie (altsaxofoon en arrangementen), Harry Verbeke en Rudi Brink (tenorsaxofoon), Toon van Vliet (tenorsaxofoon en baritonsaxofoon), Ado Broodboom, Cees Smal, Wim Kuylenburg en Bert Grijsen (trompet), Karel Roberti (trompet en mellofoon), Rudy Bosch, Tommy Green en Bert Duiveman (trombone).
De band bleef maandelijks een radio-uitzending voor de VARA verzorgen en trad geregeld op in binnen- en buitenland. Ze waren ook te gast op festivals, zoals het jazzfestival van Antibes in 1965 en het Holland Festival van 1966.
Nadat Edgar in 1966 voor drie jaar naar de VS was vertrokken, nam Theo Loevendie de leiding over. De bigband viel echter reeds twee jaar later uit elkaar. Nog eenmaal zouden de leden samenkomen, toen ze in 1971 een door de VARA-televisie uitgezonden afscheidsconcert gaven.
De band maakte twee lp's: hun debuut-lp Now's The Time! uit 1965, en Finch Eye  uit 1966, die in 1967 een Edison won.